# Albert Baez
Albert Vinicio Baez (* 15. November 1912 in Puebla, Mexiko; † 20. März 2007 in Redwood City, Kalifornien) war ein US-amerikanischer Physiker.

## Leben und Wirken
Albert Baez wuchs in einem evangelischen Pfarrhaus auf. Als er zwei Jahre alt war, zog seine Familie mit ihm in die USA, und er wuchs in Brooklyn auf, wo sein Vater als methodistischer Pastor arbeitete. Zunächst wollte er Seelsorger werden, bevor er sich der Mathematik und Physik zuwandte. Baez heiratete Joan Bridge und zog nach Kalifornien. Er studierte an der Drew University mit dem Bachelor-Abschluss 1933 und Mathematik und Physik an der Syracuse University mit dem Masterabschluss 1935, war ab 1936 Instructor am Morris Jr. College, 1938 dann an der Drew University, ab 1940 am Wagner College und ab 1944 Instructor und dann Forschungsphysiker an der Stanford University, an der er 1950 in Physik promoviert wurde. Als Graduate Student entwickelte er dort 1948 mit seinem Professor Paul H. Kirkpatrick das Röntgenmikroskop für die Untersuchung von lebenden Zellen, das noch heute in der Medizin verwendet wird.
1951/52 war er im Aeronautical Laboratory der Cornell University tätig, wandte sich dann aber, aufgrund seiner pazifistischen Überzeugungen, Lehraufgaben zu und engagierte sich später in der Entwicklungshilfe. 1951/52 war er Leiter der Technical Assistant Mission der UNESCO Bagdad und Professor an der dortigen Universität, wohin auch seine Familie mitzog. Danach kehrte er nach Kalifornien zurück und war 1951 bis 1956 Physikprofessor an der University of Redlands. Außerdem war er 1956 bis 1958 Gastprofessor an der Stanford University und stellte Unterrichtsfilme für das Physical Science Study Committee her (1958 bis 1960) – später setzte er dies für die Encyclopedia Britannica fort. 1960/61 war er Associate Professor am Harvey Mudd College und am Smithsonian Astrophysical Observatory in Cambridge (Massachusetts). 1967 bis 1974 war er Berater der UNESCO und UN für Unterricht in Naturwissenschaft und Technik. 1971/72 war er Gastprofessor an der Open University und 1973 an der University of Maryland. Er baute Ende der 1970er-Jahre ein Unterrichtsprojekt über Elektronik in Algerien auf und war 1979 bis 1984 Vorsitzender der International Union of Conservation of Nature and Natural Resources in Gland in der Schweiz.
Baez ist der Autor eines College-Lehrbuchs für Physik The New College Physics: A Spiral Approach (1967). Er ist weiterhin Mitautor des Buches The Environment and Science and Technology Education (1987). Zusammen mit seiner Frau Joan verfasste er A Year in Baghdad (1988), einen Bericht über die Zeit, in der sie im Irak lebten.
Er war Präsident von Vivamos Mejor, einer Organisation, die gegründet worden war, um verarmten Dörfern in Mexiko zu helfen. Im Jahre 1995 führte die HENAAC, die Hispanic Engineer National Achievement Awards Corporation, den Albert V. Baez Award for Technical Excellence and Service to Humanity ein. 1998 wurde Baez in die HENAAC Hall of Fame aufgenommen. 1991 erhielt er den Dennis Gabor Award der International Society of Optical Engineering. 1974 erhielt er einen Ehrendoktor der Open University und 1991 einen der Drew University.
Baez ist der Vater der Folksängerinnen Joan Baez und Mimi Fariña sowie der Onkel des mathematischen Physikers John Baez.